# Лебедь, Юрий Анатольевич
Юрий Анатольевич Лебедь (укр. Юрій Анатолійович Лебідь; род. 2 мая 1967, Сумы, Украинская ССР, СССР) — украинский военачальник, генерал-лейтенант, командующий Национальной гвардии Украины с 2022 года до июля 2023 года. Кавалер ордена Богдана Хмельницкого II степени.

## Биография
Юрий Лебедь родился в 1967 году в городе Сумы. В 1988 году окончил местное артиллерийское командное училище, в 2004 — Национальную академию обороны Украины. Прошёл путь от командира взвода до командира полка специального назначения «Тигр». 12 мая 2014 года был похищен в Донецке неизвестными вооруженными лицами по возвращении из службы домой и освобождён из плена 20 мая. В 2014 году стал исполняющим обязанности начальника управления восточного оперативно-территориального объединения Нацгвардии Украины, в 2019 году — заместителем командующего Нацгвардии, в 2022 году — командующим.

## Награды
- Почётный гражданин Харькова (2023 год)[4]